# Хроніки Дощових Нетрів
Хроніки Дощових Нетрів (англ. Rain Wild Chronicles) — четверта сага з циклу про Ендерлінгів авторки Маргарет Ліндгольм, відомої як Робін Гобб. Складається з чотирьох книг, пов'язаних спільним сюжетом: Хранитель драконів (англ. Dragon Keeper), Гавань драконів (англ. Dragon Haven), Місто драконів (англ. City of Dragons), Кров драконів (англ. Blood of Dragons). Дія відбувається після подій «Саги про живі кораблі» (трилогії «Чарівний корабель», «Божевільний корабель» і «Корабель Долі»). Окремі герої Саги виступають в ролі другорядних персонажів. Перша книга саги була опублікована у 2009 році видавництвом HarperVoyager.

## Сюжет
Дракони знову повернулися у світ людей. Проте молоді дракони, які вилупилися з коконів у Дощових Нетрях, слабкі та хворі. Драконниця Тинталья, яка могла б допомогти у догляді за ними, покинула Нетрі заради дракона Айсфира. Тож молоді дракони приймають відчайдушне рішення — подорож до зниклого міста Кельсінгра, міста Старших. Жителі Нетрів щасливі позбутися драконів, які стали тягарем для них. Для допомоги в подорожі Рада міста Трегох відправляє з ними хранителів. Це переважно жителі Нетрів, які не можуть знайти собі місця серед свого народу. Для більшості з них ця подорож стане шансом знайти новий дім, в якому вони зможуть жити за власними правилами.
Разом з хранителями у подорож вирушає єдиний живий корабель, здатний пройти вузьку та мілку річку, «Смоляний» з капітаном Лефтрином на чолі.
У місті Вдалий дочка торговця Еліс укладає шлюб з Гестом Фінбоком. Гест обіцяє, що дозволить Еліс займатися дослідженням драконів і Елдерлінгів, а вона, в свою чергу, позбавить його від наполегливих прохань батька про одруження і продовження роду. Незабаром після весілля Еліс розуміє, що її шлюб був жахливою помилкою. Вона їде до Дощових Нетрів, щоб на власні очі подивитись на драконів, яких вивчала все своє життя саме тоді, коли експедиція збирається у подорож. Еліс бачить можливість не лише допомогти драконам, а й втекти від власного нещасливого шлюбу. Єдиною проблемою для неї стає друг дитинства Седрик, який працює секретарем її чоловіка та супроводжує її в подорожі. Йому ідеї Еліс не до вподоби і він намагається відмовити її від необдуманих рішень.
Тим часом герцог Калсиди знаходиться на порозі смерті і єдиними ліками, які можуть його врятувати, є еліксири з драконячої плоті та крові. Він обіцяє численні багатства тому, хто зможе добути ліки, і не збирається нехтувати жодними способами, щоб примусити своїх підлеглих врятувати йому життя.

## Дійові особи

###### Хранителі драконів
- Тімара — жителька Дощових Нетрів. Народилася з кігтями замість нігтів, тому мала померти одразу після народження. Не має права вступати в шлюб та народжувати дітей через свій зовнішній вигляд. Хранителька синьої драконниці Синтара.

- Татс — колишній раб. Переїхав разом з мамою до Дощових Нетрів після перемир'я з Калсидою. Після втечі матері брався за будь-яку роботу, зокрема допомагав сім'ї Тімари. Хранитель маленької зеленої драконниці Фенте.

- Рапскаль — житель Дощових Нетрів. Позитивний та балакучий юнак. Хранитель червоної драконниці Хебі.
- Алум — житель Дощових Нетрів. Хранитель срібно-зеленого дракона Арбук.
- Бокстер — житель Дощових Нетрів. Двоюрідний брат Кейза. Хранитель оранжевого дракона Скрім.
- Кейз — житель Дощових Нетрів. Двоюрідний брат Бокстера. Хранитель оранжевого дракона Дортеан.
- Варкен — житель Дощових Нетрів. Хранитель червоного дракона Баліпер.
- Грефт — житель Дощових Нетрів. Старший з хранителів. Намагається стати лідером та нав'язати іншим хранителям власні правила. Має стосунки з Джерд, незважаючи на заборону одружуватись та мати дітей. Хранитель найбільшого дракона синьо-чорного Кало.
- Джерд — жителька Дощових Нетрів. Тривалий час була у стосунках з Грефтом. До нього мала сексуальний зв'язок з іншими хранителями. Хранителька темно-зеленої драконниці Верас.
- Лектер — житель Дощових Нетрів. У сім років став сиротою, з того часу жив у сім'ї Харрикіна. Хранитель блакитного дракона Сестикан.
- Нортель — житель Дощових Нетрів. Хранитель фіолетового дракона Тиндер.
- Сільве — жителька Дощових Нетрів. Наймолодша з хранителів. На початок експедиції мала 12 років. Хранителька золотистого дракона Меркор.
- Харрикін — житель Дощових Нетрів. Хранитель червоного дракона Ранкулос.

###### Екіпаж корабля «Смоляний»
- Лефтрин — капітан корабля
- Сварг — рульовий. Провів на борту більше 15 років
- Беллін — матрос. Дружина Сварга
- Великий Ейдер — матрос
- Скеллі — матрос. Племінниця Лефтрина і спадкоємниця корабля
- Хеннесі — старший помічник

###### Інші учасники експедиції
- Еліс Фінбок — жителька міста Вдалий. Походить зі збіднілої сім'ї торговців. Вивчає драконів та Старших.
- Седрик Мельдар — житель міста вдалий. Секретар Геста Фінбока. Друг дитинства Еліс Фінбок. Під час подорожі стає хранителем мідної драконниці Реплда
- Джесс — мисливець, найнятий радою міста Кассарик для допомоги хранителям драконів
- Карсон — мисливець, найнятий радою міста Кассарик для допомоги хранителям драконів. Друг Лефтрина
- Деві — мисливець, найнятий радою міста Кассарик для допомоги хранителям драконів. Племінник Карсона